# Wild de Windsor
Die Wild de Windsor (englisch Windsor Wild) waren ein kanadisches Eishockeyfranchise aus Windsor in der Provinz Québec. Das Team spielte nach seiner Umsiedlung aus Sherbrooke im Jahr 2011 eine Spielzeit in der Ligue Nord-Américaine de Hockey.

## Geschichte
Bereits von 1996 bis 2003 existierte mit den Lacroix de Windsor ein Franchise aus Windsor in der Ligue Nord-Américaine, die damals noch als halbprofessionelle Liga Québec Semi-Pro Hockey League hieß. Im Jahr 2003 wurde dieses Team allerdings nach Sherbrooke umgesiedelt und in Saint-François de Sherbrooke umbenannt. Bis 2011 konnte die Mannschaft zweimal die Meisterschaft in der Liga, die Coupe Canam, gewinnen.
Im Juli 2011 verkaufte der damalige Eigentümer der Saint-François das Franchise an eine Gruppe aus drei Investoren aus der Estrie, die daraufhin beschlossen, die Mannschaft nach achtjähriger Abwesenheit wieder nach Windsor umzusiedeln. Einen Monat später kündigten die neuen Besitzer an, das Team in Wild de Windsor umzubenennen. Dabei wurden sowohl der Name als auch die neuen Teamfarben am Vorbild der Minnesota Wild aus der NHL ausgewählt. Zur Saison 2011/12 nahm die Mannschaft dann in Windsor ihren Spielbetrieb auf.
Da die Saint-François de Sherbrooke in der Vorsaison den Titel gewonnen hatten, ging das Team 2011/12 als Titelverteidiger ins Rennen. Die reguläre Saison beendete die Mannschaft auf dem vierten Platz, wodurch sie sich für die Playoffs qualifizieren konnte. Dort traf man auf den Sieger der regulären Saison, die Marquis de Saguenay, und konnte diese in sechs Spielen schlagen. Somit trafen die Wild de Windsor im Finale um die Coupe Canam auf die Isothermic de Thetford Mines. Beide Mannschaften hatten die reguläre Saison punktgleich abgeschlossen. Obwohl Windsor nach zwei Siegen bereits 2:0 in Führung gegangen war, gelang es den Isothermic, die Serie mit vier Siegen in Folge zu drehen und sich die Meisterschaft zu sichern.

## Team-Rekorde

### Karriererekorde
Spiele: 48  Yannick Tremblay,  Dannick Lessard
Tore: 31  Yannick Tremblay
Assists: 38  Mathieu Dumas
Punkte: 57  Yannick Tremblay
Strafminuten:  Dannick Lessard